# Liste de chapitres nobles de France
Les chapitres nobles sont des institutions religieuses constituées de chanoines séculiers ou de chanoinesses séculières, ne renonçant pas à leurs biens personnels, et dont l'admission était subordonnée à la présentation de preuves de noblesse, à des degrés variable selon les chapitres considérés.
- Haut – A
- B
- C
- D
- E
- F
- G
- H
- I
- J
- K
- L
- M
- N
- O
- P
- Q
- R
- S
- T
- U
- V
- W
- X
- Y
- Z

## A

### Ain
- Chapitre de Nantua, chanoines
- Chapitre de Neuville-les-Dames, chanoinesses-comtesses (1755-1790)

### Aisne
- Chapitre noble séculier d'Homblières créé par un brevet du roi le 26 septembre 1788[1].

## B

### Bouches-du-Rhône
- Chapitre Saint-Victor de Marseille, chanoines-comtes.

## D

### Doubs
- Chapitre de Baume-les-Dames, chanoinesses
- Chapitre de Besançon, chanoines

## G

### Gers
- Chapitre d'Auch, chanoines

## I

### Indre-et-Loire
- Chapitre d'Amboise, chanoines

### Isère
- Chapitre de Vienne, chanoines (Vienne) [2].

## J

### Jura

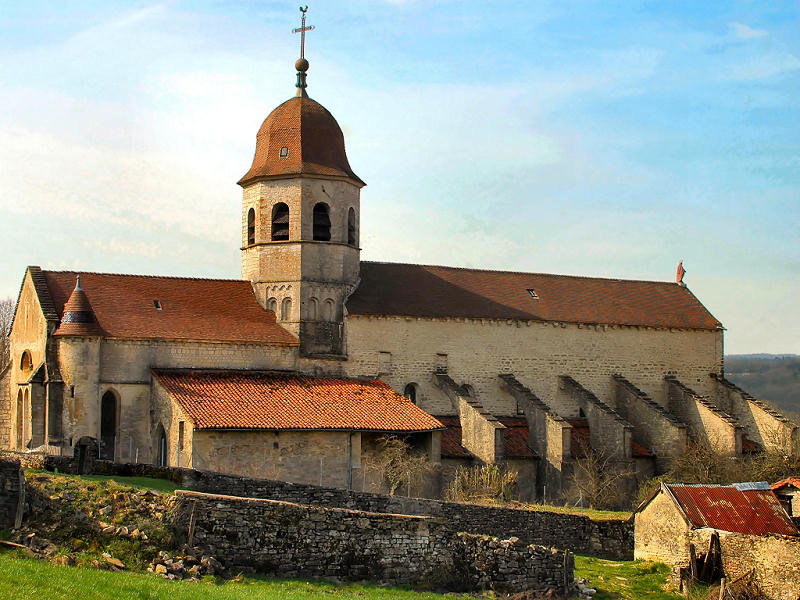
Abbatiale de Gigny

- Chapitre de Baume-les-Messieurs, chanoines (Baume-les-Messieurs)
- Chapitre Notre-Dame de Château-Chalon, chanoinesses (Château-Chalon)
- Chapitre Saint-Pierre de Gigny, chanoines (1780-1788) (Gigny)
- Chapitre de Lons-le-Saunier, chanoinesses (Lons-le-Saunier)
- Chapitre de Saint-Claude, chanoines (Saint-Claude)

## L

### Loire
- Chapitre de Leigneux, chanoinesses (Leigneux)
- Chapitre de Jourcey[3],[4], chanoinesses

### Haute-Loire
- Chapitre de Blesle, chanoinesses (Blesle)
- Chapitre Saint-Julien de Brioude, chanoines (Brioude)
- Chapitre Saint-Marcellin-de-Monistrol, chanoines (Monistrol-sur-Loire)

## M

### Maine-et-Loire
- Chapitre d'Angers, chanoinesses

### Haute-Marne
- Chapitre de Poulangy, chanoinesses (Poulangy)

### Marne
- Collégiale Sainte-Balsamie de Reims, chanoines
- Collégiale Saint-Symphorien de Reims, chanoines
- Collégiale Saint-Timothée de Reims, chanoines

### Meurthe-et-Moselle
- Chapitre de Bouxières-aux-Dames, chanoinesses
- Chapitre primatial de Nancy, chanoines
- Chapitre de Pont-à-Mousson, chanoines
- Chapitre de Toul, chanoines

### Meuse
- Chapitre de Bar-le-Duc, chanoines

### Moselle
- Chapitre de Metz, chanoines
- Chapitre Saint-Louis de Metz, chanoinesses[5]

## N

### Nord
- Chapitre Saint-Nicolas d'Avesnes, chanoines
- Chapitre de Bourbourg, chanoinesses (Abbaye Notre-Dame de Bourbourg)
- Chapitre de Denain
- Chapitre Sainte-Aldegonde de Maubeuge, chanoinesses

## P

### Pas-de-Calais
- Chapitre d'Étrun, chanoinesses

### Puy-de-Dôme
- Chapitre de Laveine (ou Lavesne), chanoinesses

## R

### Bas-Rhin
- Chapitre impérial et princier d'Andlau, chanoinesses
- Chapitre de Strasbourg, chanoines

### Haut-Rhin
- Chapitre de Masevaux, chanoinesses
- Chapitre impérial et princier de Murbach, chanoines
- Chapitre d'Ottmarsheim, chanoinesses

### Rhône

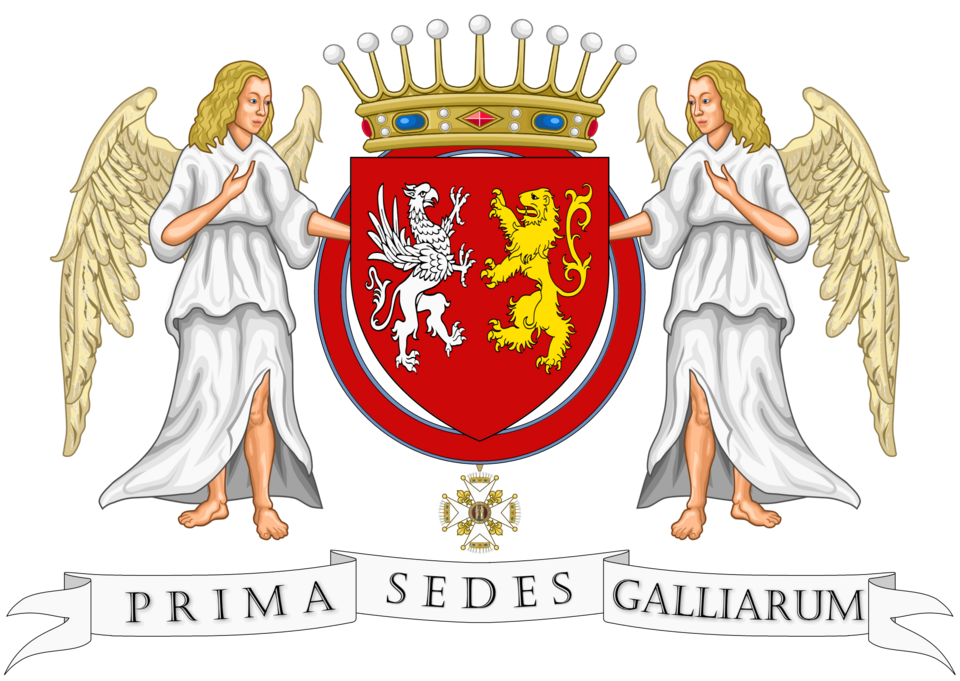
Chapitre primatial de Lyon : de gueules à un griffon d'argent et un lion d'or, affrontés; l'écu entouré du collier des comtes de Lyon, timbré d'une couronne de comte, deux anges pour tenants.

- Chapitre d'Ainay, chanoines (Ainay, Lyon) [6].
- Chapitre d'Alix, chanoinesses
- Chapitre de l'Argentière, chanoinesses-comtesses (Aveize)
- Chapitre Saint-Jean de Lyon, chanoines-comtes de la cathédrale primatiale (Lyon)
- Chapitre Saint-Martin de Salles-en-Beaujolais, chanoinesses-comtesses (Salles-Arbuissonnas-en-Beaujolais)

## S

### Saône-et-Loire
- Chapitre Saint-Pierre de Mâcon, chanoines

### Haute-Saône
- Chapitre impérial et princier de Lure, chanoines
- Chapitre de Montigny, chanoinesses (Montigny-lès-Vesoul)

## V

### Vosges

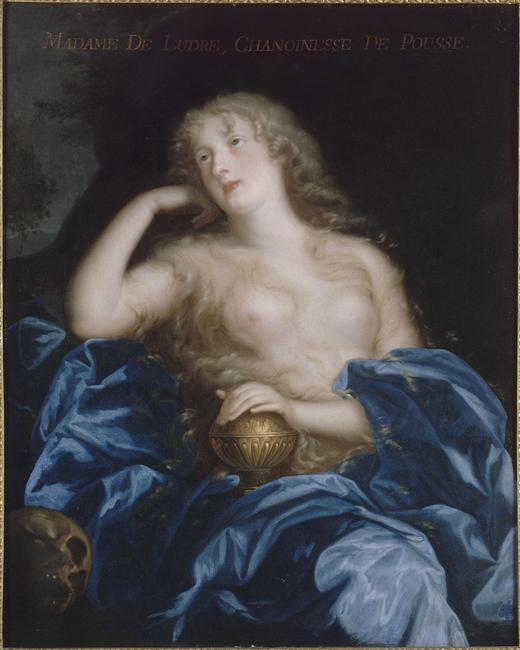
Marie-Élisabeth de Ludres, chanoinesse de Poussay

- Chapitre d'Épinal, chanoinesses (Épinal)
- Chapitre de Poussay, chanoinesses (Poussay)
- Chapitre impérial et princier de Remiremont, chanoinesses (Remiremont)

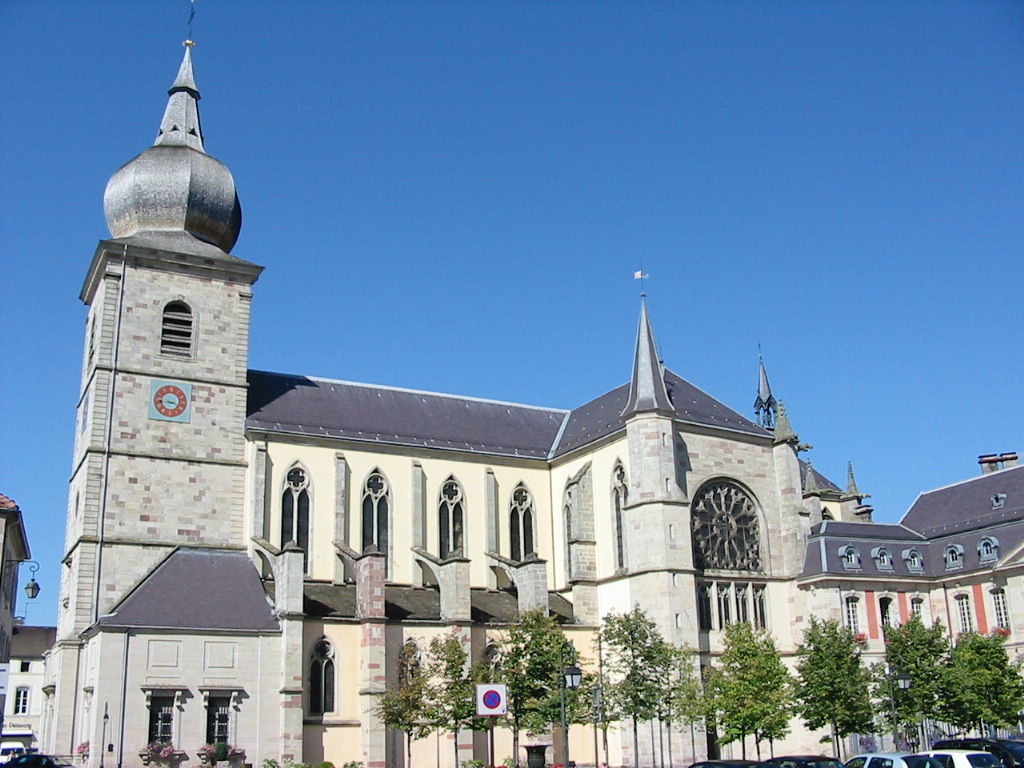
Abbatiale de Remiremont

- Chapitre de Saint-Dié, chanoines